# Paikou
Paikou (kinesiska: 牌口, 牌口乡) är en socken i Kina. Den ligger i provinsen Hunan, i den södra delen av landet, omkring 48 kilometer nordväst om provinshuvudstaden Changsha. Antalet invånare är 22188. Befolkningen består av 10 848 kvinnor och 11 340 män. Barn under 15 år utgör 14,0 %, vuxna 15-64 år 72 %, och äldre över 65 år 12,0 %.
Genomsnittlig årsnederbörd är 1 683 millimeter. Den regnigaste månaden är maj, med i genomsnitt 292 mm nederbörd, och den torraste är december, med 45 mm nederbörd.